# Deutsch-Indische Handelskammer
Die Deutsch-Indische Handelskammer (Auslandshandelskammer Indien) ist eine deutsche Auslandshandelskammer (AHK) und bietet Geschäftslösungen für Unternehmen an, die Geschäfte mit Indien oder Deutschland planen. Die Deutsch-Indische Handelskammer ist sowohl die größte deutsche binationale Auslandshandelskammer als auch die größte Handelskammer in Indien.

## Geschichte
Die AHK Indien wurde 1956 gegründet.

## Mitgliedschaft
Die Deutsch-Indische Handelskammer arbeitet eng mit den deutschen Industrie- und Handelskammern (IHK) sowie mit dem Deutschen Industrie- und Handelskammertag (DIHK) zusammen. Mitglieder können Organisationen und Individuen jedweder Nationalität werden. Die AHK Indien hat über 4.000 deutsche und indische Mitglieder. Dies macht sie zur größten aller 80 deutschen Auslandshandelskammern (nach der Anzahl der Mitglieder).

## Leitung
Amtierender Präsident der Deutsch-Indischen Handelskammer ist Anupam Chaturvedi, und als aktueller Hauptgeschäftsführer fungiert Stefan Halusa.

## Dienstleistungen
DEinternational ist die Dienstleistungsmarke der Deutsch-Indischen Handelskammer. Es werden unter anderem die Dienstleistungen Marktforschung, Investment in Indien, Rechtsdienstleistungen, Geschäftsdelegationen, Geschäftspartnersuche, Personalbeschaffung, Marketing Dienstleistungen, Erneuerbare Energien, Übersetzung sowie Presse und Public Relations (PR) angeboten.

## Vertretungen
Die Deutsch-Indische Handelskammer hat ihre Hauptgeschäftsstelle in Mumbai (ehemals Bombay), Vertretungen in Bengaluru (Bangalore), Kolkata (Kalkutta), Chennai (Madras), Neu-Delhi (Delhi) und Pune sowie ein Verbindungsbüro in Düsseldorf-Carlstadt im denkmalgeschützten Gebäude Citadellstraße 12.